# ماتيوس أوليفيرا
ماتيوس أوليفيرا (بالبرتغالية: Mattheus de Andrade Gama de Oliveira‏) (7 يوليو 1994 بريو دي جانيرو في البرازيل - ) هو لاعب كرة قدم برازيلي في مركز الوسط في نادي خورفكان الإماراتي. شارك مع منتخب البرازيل تحت 20 سنة لكرة القدم. أما مع النوادي، فقد لعب مع إشتوريل برايا ونادي فلامنغو وسبورتينغ لشبونة.

## روابط خارجية
- ماتيوس أوليفيرا على موقع قاعدة بيانات كرة القدم.إي يو (الإنجليزية)
- ماتيوس أوليفيرا على موقع Soccerway.com (الإنجليزية)
- ماتيوس أوليفيرا على موقع عالم كرة القدم.نت (الإنجليزية)
- ماتيوس أوليفيرا على موقع AS.com (الإسبانية)